# Birtley (Herefordshire)
Birtley – wieś w Anglii, w hrabstwie Herefordshire. Leży 33 km na północny zachód od miasta Hereford i 213 km na północny zachód od Londynu.